# 就学困難な児童及び生徒に係る就学奨励についての国の援助に関する法律
就学困難な児童及び生徒に係る就学奨励についての国の援助に関する法律（しゅうがくこんなんなじどうおよびせいとにかかるしゅうがくしょうれいについてのくにのえんじょにかんするほうりつ、昭和31年3月30日法律第40号）は、経済的理由によつて就学困難な児童および生徒について学用品を給与する等就学奨励を行う地方公共団体に対し、国が必要な援助を与えることとし、もって小学校、中学校および義務教育学校ならびに中等教育学校の前期課程における義務教育の円滑な実施に資することに関する法律である。
1956年3月30日に公布された。

## 構成
- 第1条（目的）
- 第2条（国の補助）
- 第3条（補助の基準及び範囲）
- 附則